# Serguéi Kuskov
Serguéi Kuskov –en ruso, Сергей Кусков– es un deportista soviético que compitió en ciclismo en la modalidad de pista. Ganó una medalla de oro en el Campeonato Mundial de Ciclismo en Pista de 1969, en la prueba de persecución por equipos.

## Medallero internacional
| Campeonato Mundial | Campeonato Mundial     | Campeonato Mundial | Campeonato Mundial         |
| Año                | Lugar                  | Medalla            | Competición                |
| ------------------ | ---------------------- | ------------------ | -------------------------- |
| 1969               | Brno ( Checoslovaquia) | Medalla de oro     | Persecución individual (A) |